# Winford Lee Lewis
Winford Lee Lewis (Gridley, 29 maggio 1878 – Evanston, 20 gennaio 1943) è stato un chimico e militare statunitense.
Diede il nome all'agente chimico bellico lewisite (2-clorovinil-dicloroarsina), di cui iniziò a studiarne le applicazioni belliche nel 1917, quando fu chiamato a lavorare nel nuovo centro per lo studio delle armi chimiche degli Stati Uniti. Lewis riprodusse il composto a cui poi diede il suo nome e nel 1918 realizzò l'impianto industriale per la sua produzione in massa. 
L'armistizio impedì di impiegare l'agente chimico durante la prima guerra mondiale.